# Universidade de Quissangane
A Universidade de Quissangane (UNIKIS; em francês: Université de Kisangani) é uma universidade pública da República Democrática do Congo, localizada em Quissangane na província de Chopo. É uma das maiores universidades quinxassa-congolesas.
Fundada em 1963 por missionários protestantes, foi transformada em parte da Universidade Nacional do Zaire em 1971 e, em 1981, foi separada desta, assumindo sua identidade atual como Universidade de Quissangane.
Seu campus principal está localizado mais precisamente na comuna de Makiso, em uma área de aproximadamente 132 hectares, distando um quilômetro do centro da cidade de Quissangane, no lado oeste, e cerca de cem metros ao norte do Rio Congo. Além de Quissangane, possui um campus em Iangambi.

## História
A Universidade de Quissangane foi fundada em 1963 pelo Conselho Protestante do Congo, uma coalizão de igrejas protestantes que atuam no Congo-Quinxassa. O nome original da universidade era "Universidade Autônoma Protestante do Congo". Suas aulas iniciaram com 50 alunos e seis professores em tempo integral. Em seguida seu nome foi alterado para "Universidade Livre do Congo".
Os críticos de seu projeto acusaram os fundadores, um pequeno grupo de missionários protestantes americanos, de tentar criar um contrapeso à influência belga e da Igreja Católica no novo país. A universidade recebeu algum financiamento de vários grupos protestantes, mas o novo governo quinxassa-congolês e os governos da Alemanha Ocidental e dos Países Baixos também contribuíram.
Em 1971, após a consolidação das universidades e institutos superiores na Universidade Nacional do Zaire (UNAZA), a instituição passou a ser a Universidade Nacional do Congo/Campus de Stanleyville e, em 1972, durante a zairização, Universidade Nacional do Zaire/Campus de Quissangane (UNAZA/Quissangane).
A Universidade de Quissangane (UNIKIS) foi criada pela Portaria-Lei nº 81-144, de 3 de outubro de 1981, gerida pelo Estado quinxassa-congolês. A universidade passou a ter estatuto oficial de estabelecimento de ensino universitário público de natureza científica, dotado de personalidade jurídica e sujeito à tutela do Ministério do Ensino Superior e Universitário.
Após a sua criação, absorveu, em 1991, a quarta instituição da UNAZA, o Instituto Facultário de Ciências Agronómicas de Iangambi (IFA-Iangambi), que mantém uma polo em Quissangane e outro em Iangambi. O IFA-Iangambi possui autonomia em um sistema federado com a UNIKIS desde então.